# Thorius infernalis
Thorius infernalis är en groddjursart som beskrevs av Hanken, Wake och Freeman 1999. Thorius infernalis ingår i släktet Thorius och familjen lunglösa salamandrar. IUCN kategoriserar arten globalt som akut hotad. Inga underarter finns listade i Catalogue of Life.